# 埃爾克鎮區 (密歇根州薩尼拉克縣)
埃爾克鎮區（英語：Elk Township）是位於美國密歇根州薩尼拉克縣的一個行政鎮區。

## 地方資料
埃爾克鎮區的面積為92.50平方千米，當中陸地面積為92.50平方千米，而水域面積為0.00平方千米。根據2020年美國人口普查的數據，當地共有人口1522人，而人口密度為每平方千米16.45人。